# Aurelio Menegazzi
Aurelio Menegazzi (15 de novembro de 1900 — 23 de novembro de 1979) foi um ciclista italiano que competia em provas de ciclismo de estrada e pista.
Antes de se tornar profissional, Menegazzi participou nos Jogos Olímpicos de 1924 em Paris, onde foi o vencedor e recebeu a medalha de ouro competindo na prova de perseguição por equipes, juntamente com Angelo De Martini, Francesco Zucchetti e Alfredo Dinale.